# Skeleton-America’s-Cup 2010/11
In der Saison 2010/11 wurde der America’s Cup der Skeletonfahrer zum elften Mal ausgetragen.
Startberechtigt waren jeweils vier Athleten der kanadischen, US-amerikanischen, japanischen und südkoreanischen Verbände. Allen nicht schon aufgeführten Ländern des amerikanischen Doppelkontinents, Asiens sowie Australien und Ozeaniens standen jeweils drei Startplätze zu. Den restlichen Ländern aus Europa und Afrika waren jeweils zwei Startplätze erlaubt. Bei den Frauen durften Kanada, die USA und Japan vier Starterinnen benennen, die weiteren Quoten entsprachen den Regelungen der Männer. Für einen Sieg erhielt ein Athlet 75 Punkte, die folgenden Starter entsprechend weniger. Alle Punkte gingen in eine Gesamtwertung ein, die aus den vier Rennserien Weltcup, Intercontinentalcup sowie Europa- und America’s Cup gespeist wurde, das FIBT-Skeleton-Ranking 2010/11.

## Männer

### Veranstaltungen
| Datum             | Ort         | Sieger            | Zweiter           | Dritter            |
| ----------------- | ----------- | ----------------- | ----------------- | ------------------ |
| 11. November 2010 | Park City   | Alexander Kröckel | Pawel Tschuiko    | Daniel Lingenauber |
| 12. November 2010 | Park City   | Alexander Kröckel | Pawel Tschuiko    | Yuzuru Hanyūda     |
| 19. November 2010 | Calgary     | Yuzuru Hanyūda    | Greg Maidment     | Dave Greszczyszyn  |
| 10. Januar 2011   | Lake Placid | Greg Maidment     | Yuzuru Hanyūda    | Hiroyuki Bamba     |
| 11. Januar 2011   | Lake Placid | Yuzuru Hanyūda    | Greg Maidment     | Dave Greszczyszyn  |
| 24. Januar 2011   | Calgary     | Yuzuru Hanyūda    | Tom Santagato     | Dave Greszczyszyn  |
| 25. Januar 2011   | Calgary     | Greg Maidment     | Dave Greszczyszyn | Hiroyuki Bamba     |
| 31. März 2011     | Lake Placid | Andy Wood         | Alexander Kröckel | Mike Dellemann     |

### Einzelwertung
| Platz | Sportler          | Land               | Punkte |
| ----- | ----------------- | ------------------ | ------ |
| 1     | Yuzuru Hanyūda    | Japan              | 433    |
| 2     | Greg Maidment     | Kanada             | 318    |
| 3     | Tom Santagato     | Vereinigte Staaten | 300    |
| 4     | Dave Greszczyszyn | Kanada             | 268    |
| 5     | Hiroyuki Bamba    | Japan              | 242    |
| 6     | Yuuki Tanifuji    | Japan              | 218    |
| 7     | Alexander Kröckel | Deutschland        | 215    |
| 8     | Yuk Jun-sung      | Südkorea           | 178    |
| 9     | Travis Brockway   | Kanada             | 170    |
| 10    | John Farrow       | Australien         | 149    |

## Frauen

### Veranstaltungen
| Datum             | Ort         | Sieger           | Zweiter           | Dritter          |
| ----------------- | ----------- | ---------------- | ----------------- | ---------------- |
| 11. November 2010 | Park City   | Sophia Griebel   | Jelena Judina     | Rebecca Sorensen |
| 12. November 2010 | Park City   | Sophia Griebel   | Jelena Judina     | Rebecca Sorensen |
| 19. November 2010 | Calgary     | Lanette Prediger | Katharine Eustace | Jaclyn LaBerge   |
| 10. Januar 2011   | Lake Placid | Katie Uhlaender  | Lanette Prediger  | Jaclyn LaBerge   |
| 11. Januar 2011   | Lake Placid | Katie Uhlaender  | Lanette Prediger  | Jaclyn LaBerge   |
| 24. Januar 2011   | Calgary     | Lanette Prediger | Jaclyn LaBerge    | Randee Brookes   |
| 25. Januar 2011   | Calgary     | Lanette Prediger | Jaclyn LaBerge    | Cassie Hawrysh   |
| 31. März 2011     | Lake Placid | Lanette Prediger | Sophia Griebel    | Janine Flock     |

### Einzelwertung
| Platz | Sportler         | Land               | Punkte |
| ----- | ---------------- | ------------------ | ------ |
| 1     | Lanette Prediger | Kanada             | 350    |
| 2     | Jaclyn LaBerge   | Kanada             | 320    |
| 3     | Sophia Griebel   | Deutschland        | 215    |
| 4     | Randee Brookes   | Kanada             | 180    |
| 5     | Diana Gruber     | Kanada             | 178    |
| 6     | Mari Kozawa      | Japan              | 168    |
| 7     | Corinne DiPietro | Vereinigte Staaten | 168    |
| 8     | Cassie Hawrysh   | Kanada             | 157    |
| 9     | Rie Yonekura     | Japan              | 154    |
| 10    | Janine Flock     | Österreich         | 150    |